# モーゲンソー・プラン

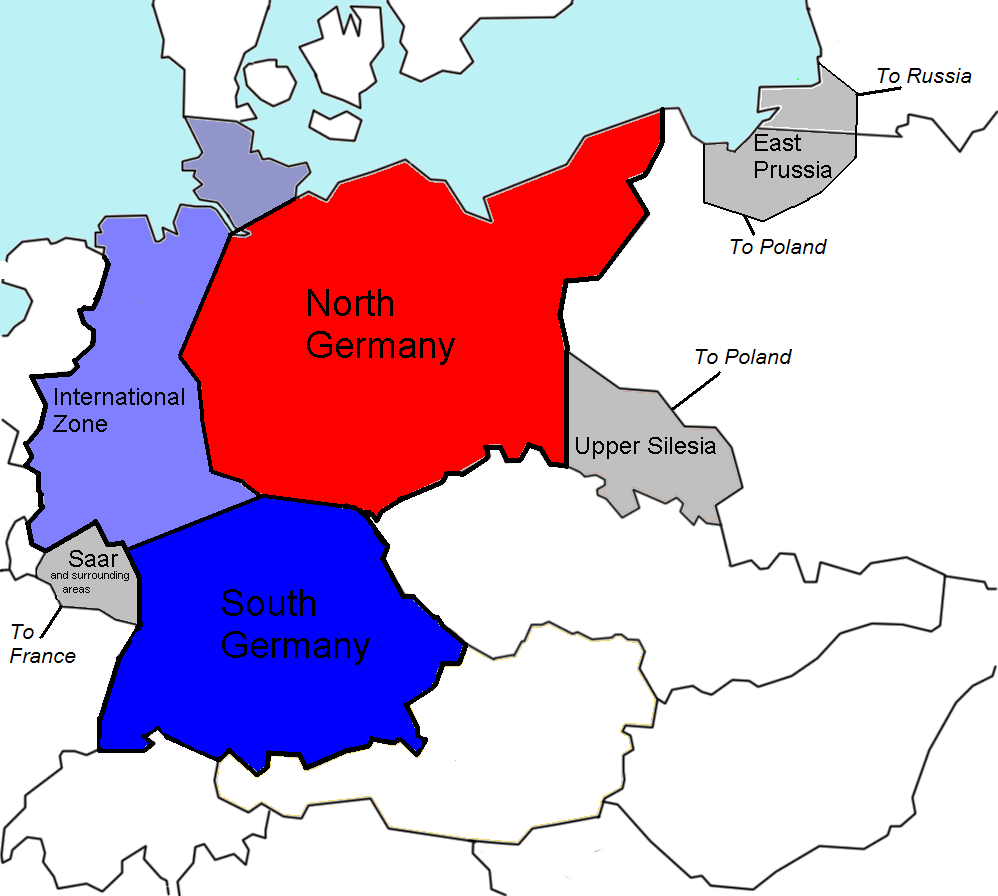
モーゲンソー・プランではドイツを南北に分割するほか、西部に国際管理地域を設けることになっていた。灰色の部分は、フランス・ポーランド・ソ連に割譲される区域である

モーゲンソー・プラン（Morgenthau Plan）は、第二次世界大戦中に立案されたドイツ占領計画の一つ。
二度の世界大戦において同盟国（中央同盟国・枢軸国）の中心的存在であったドイツから、戦争を起こす能力を未来永劫奪うため、過酷な手法を用いる懲罰的な計画であった。本来の提案では、計画は以下の3つの段階からなっていた。
- ドイツを2つの国家（北ドイツと南ドイツ）に分割する。
- ドイツの主要な鉱工業地帯であるザールラント、ルール地方、上シレジア（シュレジエン）は国際管理の下に置くか、近隣国家に割譲する。
- ドイツの重工業は、その全てを解体あるいは破壊する。

アメリカ合衆国財務長官でユダヤ系アメリカ人のヘンリー・モーゲンソーによって立案されたことから、この名で呼ばれることになった。

## 概要

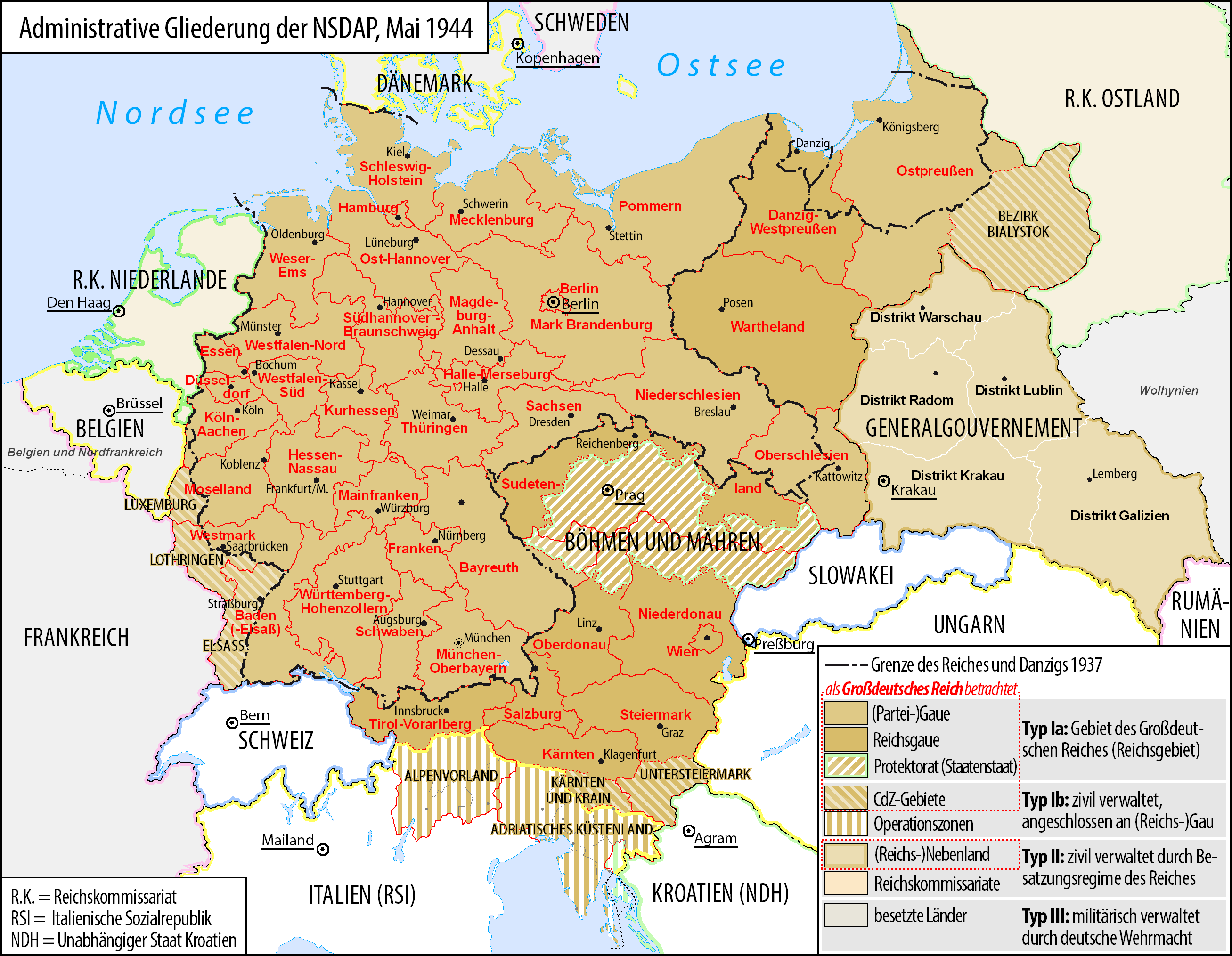
1944年のドイツ地図

1944年9月16日の第2回ケベック会談の席上、アメリカ合衆国のフランクリン・D・ルーズベルト大統領とモーゲンソー財務長官はレンドリース法（武器貸与法）に基づく60億ドルの支援を用いて、この計画に乗り気でなかったイギリスのウィンストン・チャーチル首相を説得した。しかしチャーチルは新しくメモを書き起こしてモーゲンソーの提案を縮小することを選び、この新しいメモで両首脳は合意した。
合意されたメモの要点は次のようであった。「この計画は、ルールとザールから戦争を起こす産業を除去するためのもので、ドイツの性格を農業と田園の国に変えることが期待される。」
この計画の存在は報道陣に漏れたが、ルーズベルト大統領は会見で報道された内容を否定した。一方、ドイツではヨーゼフ・ゲッベルス大臣率いる国民啓蒙・宣伝省が西部戦線でのドイツ軍民の抵抗を呼びかけるためにこの計画を利用した。
占領下のドイツでは、モーゲンソー・プランはドイツ占領基本指令1067号（JCS1067、後述）および連合国の「産業武装解除」政策の中に生かされており、全面的あるいは部分的な工業の解体と、残った生産力の利用に対し制限を行うことで、ドイツの経済力を弱体化させ戦争を起こす能力を破壊することが意図されていた。1950年までに、「産業の水準化」の事実上の完成により、西ドイツの706箇所の工場から設備が撤去され、鉄鋼生産量は670万トンにまで削減されていた。
敗戦直後、ドイツは困窮していたが、占領軍はJCS1067を根拠として対独援助を謝絶した。1946年の年初、ハリー・S・トルーマン大統領は上下両院や国民の圧力に屈し、海外の援助組織が占領下ドイツに入り、食糧状況を調査することを認めた。1946年の半ばには、ドイツ国外の組織が飢えた子供達を援助することが許可された。
1946年9月6日、国務長官ジェームズ・F・バーンズは、シュトゥットガルトでの有名な演説『ドイツ政策の見直し』において、欧州の相互理解をよびかけ、ドイツの希望のある未来のために産業政策を見直すことを明言した（一方でこの演説はドイツの共産主義化を防ぐために安定と復興が必要とするもので、ソビエト連邦に対抗するためドイツへの米軍の無期限駐留についても触れた、冷戦のさきがけとなる演説でもあった）。ここにモーゲンソー・プラン以来の脱工業化政策が方向転換された。
1947年7月には、悪化する欧州経済を回復させるためのマーシャル・プラン策定に先立ち、ドイツの年間鉄鋼生産量に対する制限は、戦前の25%水準という数値から50%水準にまで緩和された。また、経済面について「ドイツ経済を維持または強化する意図で、ドイツの経済回復へ向けて段階を踏み出す」ことを禁じていたJCS1067は廃止され、「秩序ある繁栄したヨーロッパは、生産性の高い安定したドイツの経済的寄与を必要とする」と強調するドイツ占領基本指令1779号（JCS1779）に差し替えられた。こうしてモーゲンソー・プランはほぼ葬られた。
1951年、西ドイツは翌年に欧州石炭鉄鋼共同体（ECSC）に加入することを合意した。これはルール国際機関（International Authority for the Ruhr、IAR）が課していた生産施設および生産量に対する制限のいくらかを除去し、ECSCに移管することとなった。
敗戦前のドイツは、工業製品を周辺諸国に販売し不足する農作物輸入に充てていたが、機械を奪われてそれができなくなり、敗戦後のドイツは飢饉に襲われた。カナダ人研究家ジェイムズ・バックの『Crimes and Mercies』によれば、戦後5年間で、ドイツ国内の民間人570万人、東部ヨーロッパから排除されドイツ本土に戻ったドイツ系250万人、戦争捕虜110万人、合計およそ900万人が死んだとされており、実際の死者数はこの数字をかなり上回るはずである。

## 原案の内容

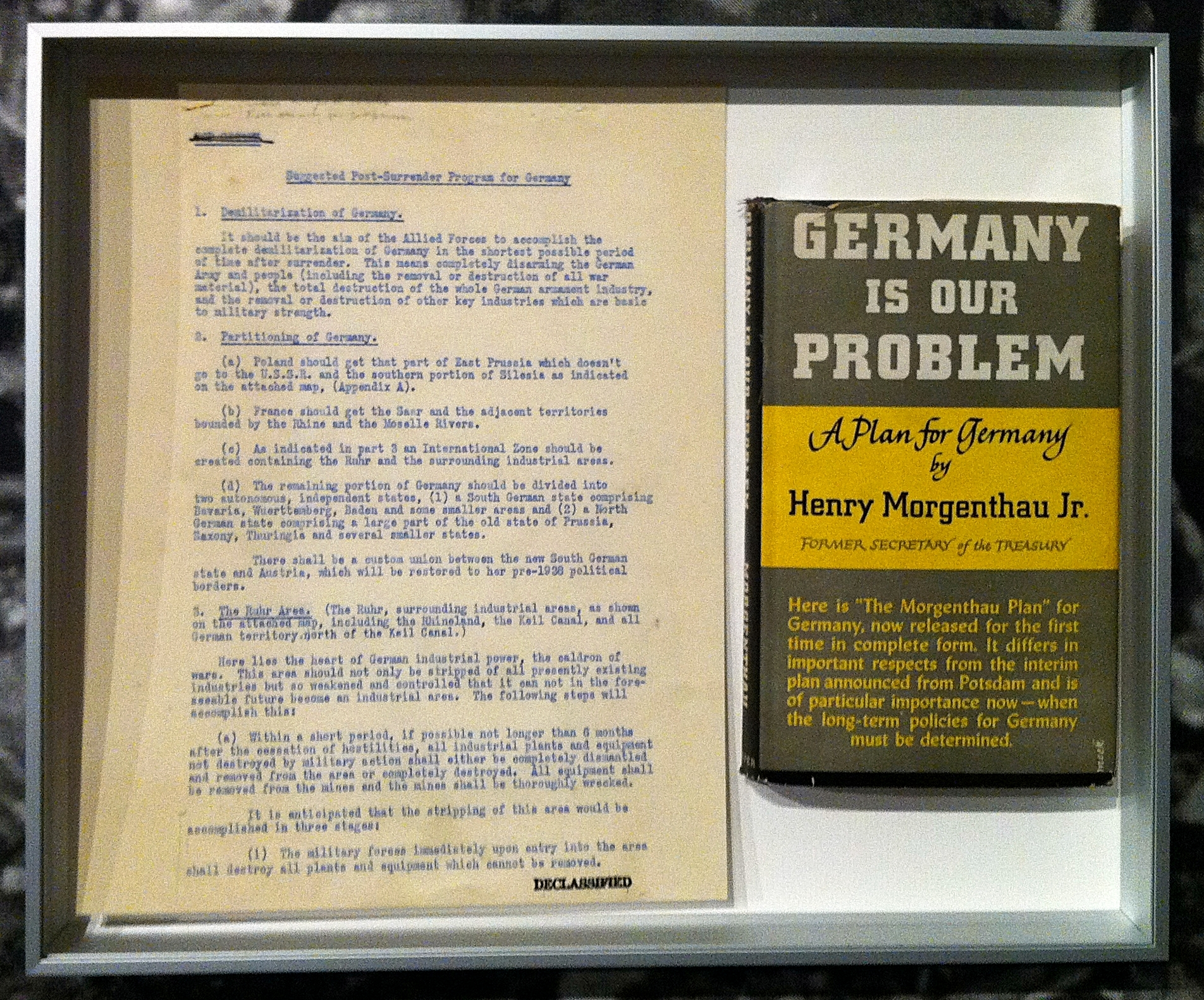
モーゲンソーによるメモ（「ドイツ降伏後のために提案された計画」）と、モーゲンソーが1945年10月に出版したドイツ占領私案を解説する著書『我々の問題はドイツ』

1944年の1月から9月初旬の間に書かれたとみられるメモ（モーゲンソー財務長官の署名入りで「ドイツ降伏後のために提案された計画」との題名つき）はニューヨークにある大統領図書館「フランクリン・D・ルーズベルト大統領図書館・博物館」に保管されている。文章および画像はオンラインで読むことができる。
主な条項の要点は次のとおりである。
1. ドイツ非武装化
ドイツ降伏後、可能な限り短い期間のうちにドイツの非武装化を完遂することが連合国軍のなすべきことである。これはドイツ国防軍と人民から武器を取り上げることであり（すべての兵器・軍備の撤去や破壊を含む）、軍需産業の完全破壊であり、その他軍事力の基礎となる主要産業の破壊である。
2. ドイツ分割
- ポーランドは東プロイセンをソ連と分割し、またシレジア（シュレジエン）南部の添付図で示した範囲を得る。
- フランスはザール、およびそれに隣接する、ライン川とモーゼル川を境界とする範囲を得る。
- ルール地方と隣接する工業地帯を含む部分には国際管理地域が創設される。
- ドイツの残る部分は二つの別々の独立国に分かれる。バイエルン州、ヴュルテンベルク州、バーデン州の各州とその他周辺地域は「南ドイツ」、プロイセン州（実際には、後に解体）、ザクセン州、テューリンゲン州の各州、その他の地域は「北ドイツ」となる。オーストリアが1938年の併合以前の国境内に復活し、南ドイツと関税同盟を結ぶ。

3. ルール地方の処遇
ルールとその周辺工業地帯（具体的にはラインラント、キール運河、およびキール運河以北を含む）はドイツの工業力の心臓部であり戦争が生み出される大鍋である。この地域は、現存する産業が取り除かれるばかりでなく、予見できる範囲の将来も産業地帯となることのできないよう弱体化と管理が進められなければならない。これを実現するために次のような段階を踏む。
- 戦争終了後6カ月以内の短い期間で、戦争で破壊されなかったすべての工場と設備は完全に解体され移送されるか、あるいは破壊されなければならない。鉱山からはすべての設備を取り除き徹底的に破壊されなければならない。この地域の産業の一掃は次の三段階からなる。
  - この地域に直ちに入る部隊は、動かせない設備はすべて破壊する。
  - 施設と設備の移送は、連合国各国が原状回復と賠償（後述）の一環として行う。
  - 一定期間、例えば6ヶ月間で移動できない施設や設備は、完全に破壊されるかスクラップにされて連合国に輸送されなければならない。

- この地域の住民全員は、今後二度とこの地が産業地帯となることを許されない、ということを理解しなければならない。したがって、この地域に住む特別な技術を持つ人物や技能訓練を受けた人物およびその家族はこの地域から恒久的に転出し、可能な限り各地に分散させられなければならない。
- この地域は国際連合が設立する国際機関に統治される国際管理地域となるべきである。この地域の統治にあたり、統治機関は上記の目的を進めるよう設計された政策に従わなければならない。

4. 原状回復（restitution）と賠償（reparation）
賠償金は、分割払いなどの形では請求されるべきではない。原状回復と賠償は、次のように、ドイツの資源および領土の移転によって行われるべきである。
- ドイツによって占領された地域でドイツ人により滅失した財産を原状回復させる
- ドイツの一定の領土、およびその地にある産業資源に対する私有権を、侵略された国家や国際機関のもとに移転させる
- 国際管理地域、南北ドイツにある工業施設や設備を荒廃した国々に移転・配分する
- ドイツ国外でドイツ人に強制労働させる
- 国外にあるドイツの資産は、有形無形を問わずすべて没収する

## 第2回ケベック会談
1944年9月12日から9月16日にかけてカナダのケベック・シティで行われた軍高官による会議・第2回ケベック会談で、ルーズベルト大統領とチャーチル首相を代表とする米国政府と英国政府は多くの協議と合意を行ったが、この中にモーゲンソー財務長官のメモ原案に基づくドイツ降伏後の計画についても合意した。チャーチルが書き直した覚書では、「ルールとザールにある戦争を起こす産業を除去し […] ドイツを農業と田園を第一の特徴とする国家に変えることを期待する」と書かれている。
この覚書は、後に占領下ドイツで発効した「産業非武装化」計画とともに「モーゲンソー・プラン」の名で知られるようになる（合衆国国務省の、1944年ケベック会談における「合衆国の対外関係」文書のpp. 466–467 に署名入り覚書が公開されている）。

## アメリカとイギリスにおける背景
ヘンリー・J・モーゲンソー・Jr.財務長官は、ルーズベルト大統領を説得して国務長官コーデル・ハルや陸軍長官ヘンリー・スティムソンに書簡を書かせている。この中で「ドイツがオランダやベルギーと同じくらいにまで復興する」ことを期待するアメリカの占領政策は過剰に寛大であると述べている。またより良い政策は、ドイツ人に「一日三食、陸軍の食糧配給所のスープを食べさせ」、「彼らが残りの生涯この経験を忘れないようにさせる」ことであるとも述べている。モーゲンソーがルーズベルトに出したメモはドイツの脱工業化にとどまらず、主要戦争犯罪者に対する裁判抜きの逮捕と銃殺刑、ナチス党員・支持者・軍国主義者・戦争犯罪者に対する軍事裁判による処罰や国外追放など徹底した非ナチ化も含んでいた。またモーゲンソーはケベック会談に唯一内閣の成員として招かれていた。モーゲンソーのドイツに対する態度はスターリンのドイツに対する厳しい態度と非常に似通っていたが、モーゲンソーは親友で助言者だった財務次官補ハリー・デクスター・ホワイトに影響されていた。ホワイトはこの後の1948年に政府の機密をモスクワへ流した容疑で上院内務委員会の喚問を受け直後に急死している。
ルーズベルトがモーゲンソーの提案に賛同した動機は、スターリンのソ連との関係を維持しようという考えと、ドイツは厳しく扱われるべきだという個人的信念であろう。1944年8月26日のオランダのウィルヘルミナ女王への書簡では彼は「二つの派があります。ドイツ人に対して利他的になろう、親切心で彼らが再びキリスト教徒に戻ることを望もうという人々、もう一方はより「タフな」態度を取ろうという人々です。わたしは明確に、後者に属します。私は血に飢えているわけではありませんが、わたしはドイツ人に、今回は彼らが戦争に完敗したことを少なくとも分からせたいのです」と述べた。
もっともモーゲンソー・プランはルーズベルト政権内の激しい反対にあった。1944年9月5日の大統領宛の書簡では、スティムソン陸軍長官は東プロイセン・シレジア・アルザス＝ロレーヌの割譲とドイツ分割・ルール地方国際管理といった予防策のいくつかをとれば、これ以上ルールの産業抹殺やドイツ貧困化までの必要はないと反対している。戦争犯罪者に対する処罰についても、裁判抜きの処刑に反対し国際法廷などを設立しての法的手続きに則った方法を求めた。またハル国務長官は、モーゲンソーが外交政策に「考えられないほどの邪魔」をすることに怒り、ルーズベルトにこうした占領計画を公表すればドイツは最後まで徹底抗戦し結果多くのアメリカ兵の命を失うと語り、自らの辞任まで示唆した。
ケベック会談で、チャーチル英首相はこの計画の支持には傾かなかった。ルーズベルトは、以前にテヘラン会談でスターリンが冗談で「ドイツ軍士官の5万人くらいは処刑すべきだ」と述べた際にチャーチル一人が怒ったことを思い出し、チャーチルに「あなたはドイツにこれからも金属製の家具を作らせるつもりか。金属製家具の工場は簡単に武器工場に変わる」と説得した。この会談はいったん決裂したが、ルーズベルトはモーゲンソーとホワイトに、チャーチルの個人的な助言者であるチャーウェル卿への説得を行わせた。チャーウェルは彼らに行き過ぎたナチスへの憎悪と復讐心を感じたと書き残している。チャーチルは、「当初は猛反対したが、大統領とモーゲンソー氏が強く言い張ったので最後には私も検討に賛成した」と述べている。

## 戦時中の反応
アメリカの著名なジャーナリスト・コラムニスト、ドリュー・ピアソンは1944年9月21日にこの計画を全米各地の新聞に配信されるコラムで暴露した。ただし彼自身はこの占領計画に好意的であった。『ニューヨーク・タイムズ』や『ウォールストリート・ジャーナル』は批判的な続報を行った。一方、ナチス・ドイツでは、ヨーゼフ・ゲッベルス宣伝相が「ユダヤ人のモーゲンソー」がドイツを巨大なジャガイモ畑にしたがっている、と口をきわめて罵った。反米・反ユダヤや徹底抗戦のためのプロパガンダにモーゲンソー・プランは大々的に利用され、『フェルキッシャー・ベオバハター』紙は「ルーズベルトとチャーチルがユダヤによる殺人計画に合意!」と報じた。
これに対して『ワシントン・ポスト』も「ゲッベルスを助けるのはやめろ、この先完全破壊しか残されていないと考えればドイツは死に物狂いになる」と論じた。また共和党の大統領候補トマス・E・デューイも1944年秋の大統領選挙活動でこの計画がドイツを熱狂的な抵抗に追いつめると批判した。ジョージ・マーシャル将軍もドイツの抵抗を強めるだけだと不満を述べた。ルーズベルト大統領の義理の息子で陸軍省にいたジョン・ボーティガー中佐はモーゲンソーに、アメリカ軍がアーヘン攻略で5週間もドイツ軍の抵抗に遭ったことを説明し、「モーゲンソー・プランはドイツ軍に30個師団分の援軍をしたに等しい」と迫ったが、モーゲンソーは返事を拒んだ。またスイス駐在のOSS職員もルーズベルトに対しドイツの新聞の翻訳とともにいかに計画がプロパガンダに使われドイツの抵抗を強めているか報告した。
報道された「モーゲンソー・プラン」の内容に対し、世論は否定的な反応を示したため、ルーズベルト大統領は覚書の棚上げを言明せざるを得なかったが、大統領はドイツ占領のための他の計画がないことを認めた。

## 占領政策への影響
ルーズベルトの1945年春の死去により、ケベック会談での覚書が実行に移されることはなかったが、ここに書かれた政策案はアメリカ政府の内部、特にモーゲンソーのいる財務省には浸透しており、結果的にアメリカおよび連合国の計画に次のような影響を与えた。
- ポツダム会談
- 統合参謀本部命令1067号（Joint Chiefs of Staff Directive 1067、ドイツ占領基本指令1067号、略称 JCS1067、1945年8月から1947年7月まで）
- ドイツ産業計画（Level of Industry plans for Germany）

特に、1945年5月10日にトルーマン大統領が署名を行った「JCS1067」はアメリカ占領当局に対し、ドイツ国民に対する経済支援や再建支援はどのような種類のものも、たとえ現状を維持する程度のものであっても、はっきりと禁じていた。ドイツ占領基本指令1067号はドイツの政治的非ナチ化（例えば公職追放など）および重工業の解体に焦点を当てていた。
1946年1月、米英仏ソによる連合国管理理事会（Allied Control Council）は、ドイツの鉄鋼生産高に「戦前の生産水準の25%まで許可する」という上限を設けることでドイツ経済の将来に足かせをはめた。このため余剰設備となった製鉄工場は解体された。またポツダム会談の結果占領軍は、ドイツの生活水準を、ドイツと交戦したヨーロッパ諸国（特にフランス）より低くなるようにする義務を負った。ドイツの生活水準は大恐慌下の1932年並みに削減されることになった。1946年に調印された産業水準計画では、1,500の施設を解体することでドイツの重工業を1938年の水準の50%にまで削減する、と記述された。
JCS1067の命令下では、占領軍は石油製品、ゴム、商船、飛行機などの生産を禁じ、自動車などの生産も戦争前に比べて極めて低い水準に抑え、農業部門以外の経済成長の手助けは行わなかった。

### 政策の見直し
こうした政策の執行によって生じる問題は、ドイツにいるアメリカ人官僚にとって明らかなものであった。ドイツは長年ヨーロッパにおける巨大産業国であり輸出入を通して欧州各国の経済と繋がっていた。それゆえドイツの機能停止と貧困はヨーロッパ復興の妨げにつながる。またドイツで物資の窮乏が続くことは、占領軍の経費の増大を招き、占領地域救済政府基金（ガリオア資金）の不足という事態に至る。ヨーロッパ全土で貧困と食糧不足が続くことや、冷戦の開始でドイツ全土の共産主義化を防ぐことが重要となったことから、1947年には政策の路線変更が求められることが明らかであった。
この変化は、国務長官ジェームズ・F・バーンズによってシュトゥットガルトで1946年9月6日に行われた有名な演説、「ドイツ政策の見直し」（Restatement of Policy on Germany、「希望の演説」の別名がある）で明確になった。この演説で、モーゲンソー・プランとの絶縁が将来のアメリカの政策であることが述べられ、経済再建へと政策を変更するというメッセージはドイツ人に将来の希望を与えた。1946年から1947年にかけてトルーマン大統領の使節団（ドイツとオーストリアに対する大統領経済使節団）団長としてドイツへ派遣された元大統領ハーバート・フーヴァーは、1947年初めにドイツの窮状を述べ占領政策を批判する報告書を、またルシアス・クレイ将軍らもドイツの復興の必要性を訴える報告書（『ドイツに関する報告』。マーシャル・プランの元となったもの）を出しており、これらが占領政策転換の一助となった。

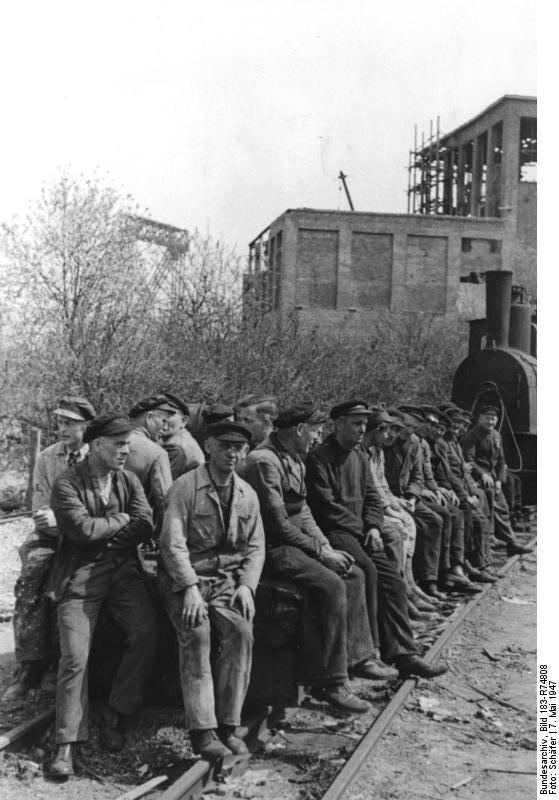
ブローム・ウント・フォス造船所で抗議の座り込みをする労働者（1947年）

西側諸国の最大の悪夢は、貧窮と飢餓に対する怒りがドイツを共産主義化あるいはナチズム復活に駆り立てることであった。実際、ドイツにナチス政権が誕生した背景には、第一次世界大戦後、敗れたドイツに対して戦勝国が課した懲罰的な賠償金支払いや、ルール占領などの過酷な政策に対する反発が一因である。1945年から1947年にかけて西ドイツ経済は坂道を転がり落ちるように悪化し、ハイパーインフレーションが進み、経済規模も国民の摂取する栄養量も戦後最低になった。ドイツ各地では労働者による産業解体反対デモが頻発した。クレイ将軍は報告書で「一日1,500カロリーの生活のために共産主義者になるか、もしくは1,000カロリーのために民主主義の信奉者になるか、この場合選択する必要もない」と述べた。また彼やそのスタッフは物資不足にあえぐヨーロッパにアメリカが大量の援助を行い支出を増やす一方で、ドイツの熟練労働者が何も生産できないでいることを疑問視し、ドイツが生産を回復してヨーロッパへ輸出を行わないと飢餓が広まるばかりだとして、1945年半ばにモーゲンソーが長官を辞任して以後も2年にわたり産業解体政策を続ける財務省出身のスタッフや占領軍当局に不満を示した。

### 戦争賠償とモーゲンソー・プラン
占領各国の間でも、ドイツ経済の解体が進むのは困るという事情があった。
スターリンはドイツの工業地帯を破壊すれば、ソ連への賠償能力が失われ、戦後復興計画が遅れることを危惧して、モーゲンソープランには反対していた。ソ連が求めた経常生産物賠償はドイツ工業なくして成立しないのである。
アメリカ政府は経常生産物賠償に積極的ではなかったが、不当に安い価格設定を強制することで莫大な差益を得ていた。ドイツへの懲罰よりも実質的な経常生産物賠償を求める声が大きかった。
イギリス政府もスターリン同様、ドイツの賠償能力が軽減することを恐れた。イギリスはソ連のように経常生産物からの取り立ては行わなかったが、輸出価格を国際的な市場価格よりも低く設定することで差益を得ていた。ルール地方の石炭をイギリス政府は本来の市場価格の二分の一から三分の一の価格設定で買いたたいていた。ルール地方の破壊などイギリス政府が受け入れるはずはなかった。
1947年10月までの間において、西ドイツの輸出の75%は対価が支払われていなかったと算定される。その意味で、経常生産物賠償は西側占領地区でも実質的には戦争賠償の一角を形成していた。

### JCS1067廃止とマーシャル・プラン
統合参謀本部、およびクレイ将軍とマーシャル将軍によるロビー活動の結果、トルーマン政権は、かつてヨーロッパ経済を支えていたドイツの産業基盤の再建なくしてヨーロッパの復興もないと認識した。1947年7月、トルーマン大統領は、ドイツ経済の再生を禁じる懲罰的なJCS1067を廃止し、安定したドイツがヨーロッパの繁栄に貢献する、とするJCS1779を新たに発した。この変化の最大の例が、国務長官となったマーシャルが確立したヨーロッパ復興計画、いわゆるマーシャル・プランであった。これに基づきアメリカは、ヨーロッパ諸国に対し無償援助でなく大量の資金を貸し付け経済を再生させ共産主義進出を防ごうとしたが、貸付先には西ドイツも含められた。
モーゲンソーが提唱した産業解体政策を推進する占領軍当局者は、1947年春に最後の一仕事となった古い銀行システムの解体を行った。これにより資金難に陥った銀行は長期融資ができなくなり、経済はさらに落ち込んだ。また重工業解体はこの後も一部では続行され、たとえばハンブルクの巨大な造船所ブローム・ウント・フォスは1949年になっても爆破解体が続いていた。1947年初頭においても400万人のドイツ兵捕虜が国外で強制労働に従事していた。100万人がイギリス、フランス、ベルギーにおり、300万人がソ連にいた。ザール地方のフランスによる保護国化も1957年まで続いた。
ドイツ経済が回復に向かうのは、1948年に開始された通貨改革、後に「欧州最強の通貨」とも呼ばれたドイツマルク誕生などの後のことであり、朝鮮戦争を経て西ドイツはようやく「経済の奇跡」と呼ばれる急回復を見せる。

### アメリカ政府文書
- Roosevelt Presidential Library collection relating to Germany (Jan. 1944 – Sept. 1944), (Oct. 1944 – Oct. 1945)
- Marshal Plan - ウェイバックマシン（2004年8月29日アーカイブ分） Truman Presidential Library scans of documents dated 1946 onwards, most with relevance to the situation in the German zones of occupation.
- Historical events in the European integration process (1945–2009)- Collection of historical documents (requires Flash Player)
- History of German-American Relations U.S. Embassy in Germany, collection.
- Small collection at TeachingAmericanHistory.org, Ashland University.
- United States Department of State Foreign relations of the United States, Conference at Quebec, 1944 Contains all documents related to the Second Quebec Conference, including Morgenthau's proposal, various critiques of it, and the approved proposal (the latter located at p. 466).

### 文書・書簡類
- The original Morgenthau Plan from 1944 The plan signed by Roosevelt and Churchill was a modified version of this.
- Joint Chiefs of Staff Directive 1067 JCS 1067/6 of 28 April 1945 (The final version, JCS 1067/8 of 10 May 1945, contained an amendment allowing the production of synthetic rubber and oil, aluminum, and magnesium to meet the needs of the occupying forces, where the previous version had ordered the complete destruction of such industries.)
- United States Secretary of State James F. Byrnes Stuttgart speech, September 6, 1946 The speech was according to General Clay based on the letter Clay had sent Byrner urging him to come to Stuttgart.
- Former U.S. President Herbert Hoover's 1947 factfinding mission to Germany. (Report No.1), (Report No.3) - ウェイバックマシン（2007年3月11日アーカイブ分）
- Dismantling list for the western Allied forces (17 October 1947, Part of the second Industrial Plan, "level of industry agreement") (requires Flash Player)
- Letter from Konrad Adenauer to Robert Schuman (26 July 1949) Warning him of the consequences of the dismantling policy. (requires Flash Player)
- Letter from Ernest Bevin to Robert Schuman (30 October 1949) British and French foreign ministers. Bevin argues that they need to reconsider the Allies' dismantling policy in the occupied zones (requires Flash Player)
- French proposal regarding the detachment of German industrial regions : Memorandum on the separation of the German industrial regions (8 September 1945) September 8, 1945 (requires Flash Player)
- Closing The Ring Winston Churchill; Excerpt on the Teheran conference, from his memoirs. (requires Flash Player)
- Speaking Frankly James F. Byrnes; Excerpt on the Yalta conference, from his memoirs. (requires Flash Player)
- Triumph and Tragedy Winston Churchill; Excerpt on the Yalta conference, from his memoirs. (requires Flash Player)
- The campaign to sell a harsh peace for Germany to the American public, 1944–1948 Casey, Steven (2005) The campaign to sell a harsh peace for Germany to the American public, 1944–1948. History, 90 (297). pp. 62–92. ISSN 1468-229X
- James Francis Byrnes and U.S. Policy towards Germany 1945–1947 Deutsch-Amerikanische Zentrum / James-F.-Byrnes-Institut e.V
- UK Policy towards Germany National Archives excerpts of Cabinet meetings.
- Várdy, Steven Béla and Tooly, T. Hunt: Ethnic Cleansing in Twentieth-Century Europe Available as MS Word for Windows file (3.4 MB) Section: by Richard Dominic Wiggers, The United States and the Refusal to Feed German Civilians after World War II pp. 274 – 288
- The Road Ahead: Lessons in Nation Building from Japan, Germany, and Afghanistan for Postwar Iraq, by Ray Salvatore Jennings May 2003, Peaceworks No. 49, United States Institute of Peace (Excellent description on how JCS 1067 was repudiated by General Marshall in 1947)
- "The high cost of vengeance", 1948 By Freda Utley, available for download as PDF (14MB)
- Eleanor Roosevelts correspondence with Truman - ウェイバックマシン（2005年11月22日アーカイブ分） The former first lady was a strong proponent of the Morgenthau plan.
- The column of Eleanor Roosevelt: November 28, 1947

### 写真・地図
- Morgenthau Plan Map Good quality but German text
- Morgenthau Plan Map Poor quality but probably a scan of the original
- Picture of demonstration against dismantling (7 June 1949) Workers in the Ruhr demonstrate against the dismantling of their factories by the Allied forces of occupation. (requires Flash Player)
- Picture: dismantling the Iron and Steel Industry ‘We want to work, we will help you to rebuild Europe' Workers at dismantled plant protest. (requires Flash Player)
- Picture: 12,000 factory workers demonstrate against the dismantling of German industry (19 August 1949) (requires Flash Player)

### 当局者に対するインタビュー
- General Lucius D. Clay - ウェイバックマシン（2000年12月14日アーカイブ分）  Deputy to General Eisenhower, 1945; deputy military governor, Germany (U.S.) 1946; commander in chief, U.S. Forces in Europe and military governor, U.S. Zone, Germany, 1947–49; retired 1949.
- General William H. Draper Jr. Chief, Economics Division, Control Council for Germany, 1945–46; Military Government Adviser to the Secretary of State, Moscow Conference of Foreign Ministers, 1947; Under Secretary of War, 1947; Under Secretary of the Army, 1947–49;
- James W. Riddleberger (Part 1), (Part 2) - ウェイバックマシン（2000年12月15日アーカイブ分） Chief, Division of Central European Affairs, U.S. Dept. of State, 1944–47; counsellor of embassy, and chief, political section, American Military Government, Berlin, Germany, 1947–50
- E. Allan Lightner, Jr. - ウェイバックマシン（2001年2月12日アーカイブ分） Assistant Chief, 1945–47, and Associate Chief, 1947–48, of the Central European Affairs Division, Department of State
- Charles P. Kindleberger - ウェイバックマシン（2001年4月18日アーカイブ分） Chief, Division German and Austrian Economic Affairs, Department of State, Washington, 1945–48
- Gunther Harkort - ウェイバックマシン（2001年12月23日アーカイブ分） Representative of the Federal Republic of Germany to the Economic Cooperation Administration (ECA), 1949–52.
- Geoffrey W. Lewis - ウェイバックマシン（2004年4月13日アーカイブ分） with Department of State, 1946–70
- J. Burke Knapp - ウェイバックマシン（2004年4月12日アーカイブ分） Adviser on German economic affairs, U.S. Department of State and German Military Government, 1944–45
- John D. Hickerson - ウェイバックマシン（2001年1月10日アーカイブ分） Director for European Affairs, U.S. Department of State, 1947–49
- Joseph D. Coppock - ウェイバックマシン（2004年10月21日アーカイブ分） Economic adviser, International Trade Policy, Department of State, 1945–53
- Stanley Andrews 1943–46; advisor to Secretary of Agriculture, 1947; Chief of Food, Agriculture and Forestry Division of the American-British Control Group in Germany

### タイム誌記事
- "Dismember or Dismantle", February 21, 1944
- "The Policy of Hate", October 2, 1944
- "The Battle for Peace Terms", October 9, 1944
- "The Price to Pay", April 2, 1945
- "Housekeeping in Hell", May 14, 1945
- "Take It Away", July 30, 1945
- "Morgenthau's Hope", October 15, 1945
- "Cornerstone of Steel", January 21, 1946
- "Cost of Defeat", April 8, 1946
- "Journey to Stuttgart", September 16, 1946
- "Peace This Winter", December 2,  1946
- "Pas de Pagaille!", July 28, 1947
- "Firing Commences", August 11, 1947
- "Faceless Crisis", April 4,  1949
- "Topside Teammates", January 28, 1952
- "A Spy in the Treasury", November 16, 1953
- "The Peace Was Lost By Ignoring Justice And the Facts of Life", March 28, 1955
- "Toward a Lost Peace", January 9,  1956
- "Vengeance v. Vision", September 22, 1967